# Tissanna Hickling
Tissanna Hickling (née le 7 janvier 1998) est une athlète jamaïcaine, spécialiste du saut en longueur.

## Biographie
Médaillée d'argent du saut en longueur lors des  championnats panaméricains juniors 2017, elle remporte la médaille de bronze des Championnats d'Amérique du Nord, d'Amérique centrale et des Caraïbes d'athlétisme 2018.
Championne de Jamaïque en 2018 et 2019, elle se classe troisième des Jeux panaméricains de 2019.

## Palmarès
| Date | Compétition                        | Lieu     | Résultat | Marque |
| ---- | ---------------------------------- | -------- | -------- | ------ |
| 2017 | Championnats panaméricains juniors | Trujillo | 2e       | 6,36 m |
| 2018 | Championnats NACAC                 | Toronto  | 3e       | 6,38 m |
| 2019 | Jeux panaméricains                 | Lima     | 3e       | 6,59 m |

## Records
| Épreuve          | Performance | Lieu     | Date          |
| ---------------- | ----------- | -------- | ------------- |
| Saut en longueur | 6,82 m      | Kingston | 1er juin 2019 |